# Стебницьке гірничо-хімічне підприємство Полімінерал
ПАТ Стебницьке гірничо-хімічне підприємство Полімінерал — гірничо-хімічне підприємство у місті Стебник Дрогобицького району.
За наказом Фонду держмайна України від 14 січня 2013 року Державне ГХП «Полімінерал» перетворене у публічне акціонерне товариство "Стебницьке гірничо-хімічне підприємство «Полімінерал». Відбулася зміна форми власності підприємства і зміна назви підприємства.
Після зміни статусу підприємства Мінфін України дав вказівку Державному казначейству про призупинення фінансування за бюджетною програмою роботи природоохоронного комплексу. Станом на 25 травня 2013 р. жодної акції новоствореного публічного акціонерного товариства не випущено.
2 жовтня 2013 року Фонд державного майна успішно продав 93,52 % акцій ПАТ Стебницьке гірничо-хімічне підприємство «Полімінерал» за 56 млн грн.. Переможцем конкурсу стало ПАТ «Компанія Райз» (м. Київ), яка входить в агрохолдинг Ukrlandfarming (99,72 % акцій ПАТ "Компанія «Райз» належать кіпрській компанії UkrLandFarming PLC) і належить Олегу Бахматюку. Початкова ціна пакета становила 55,8 млн грн.